# Еррера (Севілья)
Еррера (ісп. Herrera) — муніципалітет в Іспанії, у складі автономної спільноти Андалусія, у провінції Севілья. Населення — 6516 осіб (2010).
Муніципалітет розташований на відстані близько 350 км на південь від Мадрида, 100 км на схід від Севільї.

## Демографія
Динаміка населення (INE ):

## Галерея зображень

Розташування муніципалітету Еррера у провінції Севілья
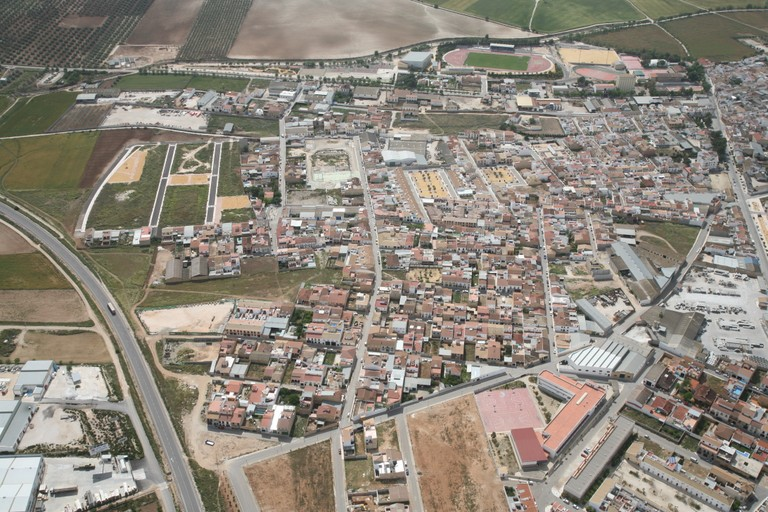
Еррера згори
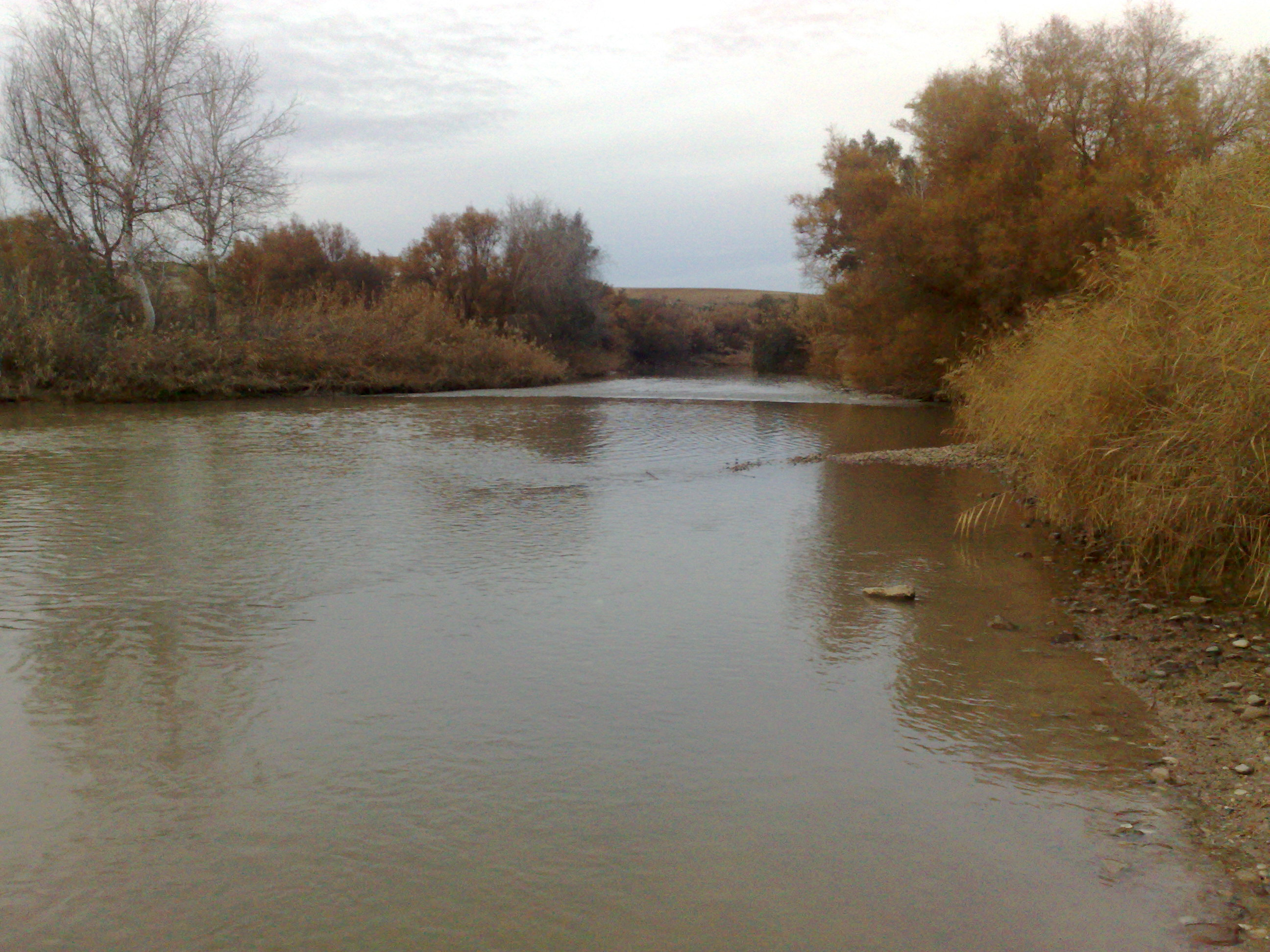
Річка Хеніль